# Pedro da Fonseca
Pour les articles homonymes, voir Fonseca.
Pedro da Fonseca, jésuite, théologien, philosophe et écrivain portugais, surnommé l'Aristote portugais, né en 1528 au village de Proença-a-Nova, mort le 4 novembre 1599 à Lisbonne.

## Biographie
Pedro da Fonseca entra dans la Société de Jésus à Coimbra en 1548, puis passe brièvement à la nouvelle Université d'Évora. De 1555 à 1561, il est professeur au Colégio das Artes à Coimbra, où il conçoit l'idée d'un Cursus Conimbricensis qui sera ensuite délégué à Manuel de Góis. Il enseigna ensuite à nouveau à Évora, puis aura des fonctions officielles à Rome, où il participe notamment à la rédaction de la Ratio Studiorum de la Compagnie.
Fonseca  s'éleva aux premières dignités de son ordre, fut nommé par Philippe II d'Espagne ministre de Portugal quand l'Espagne fut devenue maîtresse de ce royaume, et fut chargé de diverses négociations par le pape Grégoire XIII.

## Philosophie
Surnommé "l'Aristote portugais", Fonseca fut chargé de coordonner la publication de commentaires d'Aristote par les jésuites de l'Université de Coimbra (les Conimbricenses). On lui doit surtout le Commentariorum in libros metaphysicarum (Cologne, 1615; reprint 1965). Ce commentaire, comme tous ceux produits par l'école de Coimbra, est exemplaire tant du point de vue philologique que philosophique. Le texte grec est retraduit en latin, les différentes interprétations médiévales possibles sont présentées, la tradition humaniste n'est pas négligée, et finalement Fonseca avance des solutions qui seront en grande partie reprises par les métaphysiciens de la Compagnie de Jésus, Francisco Suárez en tête.
Fonseca s'est souvent illustré par son originalité. Dans la question disputée sur la causalité du moteur immobile selon Aristote, il est le premier à rompre avec l'interprétation traditionnelle de Met. Lambda selon laquelle la causalité exercée par le moteur immobile est celle d'une causalité finale, en tant qu'objet d'amour de la part de celui qui est mu par lui - une interprétation qui avait été formulée pour la première fois par Alexandre d'Aphrodise, et reprise par tous les commentateurs antiques (Thémistios) ou médiévaux (le pseuo-Alexandre, sans doute Michel d'Éphèse, Avicenne et Averroès, Thomas d'Aquin) et renaissant (Zabarella). Cette tradition a été opposée par Fonseca pour attribuer en réalité au moteur immobile d'Aristote une causalité de type efficiente également.
Fonseca inventa en théologie la Science moyenne, méthode par laquelle il voulait concilier le libre arbitre avec la Providence, et qui fut développée par Luis de Molina.
« Fonseca définit la Science moyenne comme une connaissance, antérieure au décret divin  de prédestination, que Dieu aurait de l’usage que chacun fera des dons de grâce à lui accordés. »